# Saturnia hybrida
Saturnia hybrida är en fjärilsart som beskrevs av Ferdinand Ochsenheimer 1808. Saturnia hybrida ingår i släktet Saturnia och familjen påfågelsspinnare. Inga underarter finns listade.